# Championnat de France féminin de rugby à XV 2025-2026
Navigation
2024-2025
Le championnat de France féminin de rugby à XV 2025-2026 est la cinquante-cinquième édition de la compétition. Elle oppose les dix meilleures équipes de France.

## Format
Le championnat est composé d'une poule unique à dix équipes, où les participants se rencontrent en matchs aller-retour (18 journées). À l'issue de la phase régulière, les quatre équipes les mieux classées sont qualifiées pour les demi-finales. L'équipe classée dernière est reléguée en Élite 2.
Les équipes respectant la charte de l'arbitrage reçoivent une bonification de trois points au classement.

## Participants
Les équipes engagées dans la compétition sont les mêmes que la saison précédentes à l'exception du Stade rennais, relégué et remplacé par le RC Toulon PM, champion d'Élite 2.
| \| Blagnac SCR AC Bobigny 93 Stade bordelais FC Grenoble Stade villeneuvois Lyon OU Montpellier HR ASM Rugby RC Toulon PM Stade toulousain \| Localisation des clubs (2025-2026). |
| Blagnac SCR AC Bobigny 93 Stade bordelais FC Grenoble Stade villeneuvois Lyon OU Montpellier HR ASM Rugby RC Toulon PM Stade toulousain                                           |

| Club                               | Dernière montée | Classement en 2024-2025 | Entraîneur            | Stade                                     |
| ---------------------------------- | --------------- | ----------------------- | --------------------- | ----------------------------------------- |
| Blagnac SCR                        | 2009            | 2e demi-finaliste       | Éric Escribano        | Stade Ernest-Argelès                      |
| AC Bobigny 93                      | 2012            | 6e                      | Clémence Gueucier     | Stade Henri-Wallon                        |
| Stade bordelais                    | 2018            | 1er champion            | François Ratier       | Stade Sainte-Germaine Stade Chaban-Delmas |
| FC Grenoble                        | 2018            | 5e                      | Léo Brissaud          | Stade Lesdiguières                        |
| Lyon OU                            | 2019            | 8e                      | Jean-Matthieu Alcalde | Stade de Gerland                          |
| ASM Rugby                          | 2016            | 4e demi-finaliste       | Fabrice Ribeyrolles   | Stade des Pérouses                        |
| Montpellier HR                     | 2005            | 7e                      | Armand Mardon         | Stade Sabathé                             |
| RC Toulon PM                       | 2025            | Champion Élite 2        | Stéphane Gamonet      | Stade Léo Lagrange Stade Mayol            |
| Stade toulousain                   | 2015            | 3e finaliste            | Olivier Marin         | Stade Ernest-Wallon                       |
| Stade villeneuvois Lille Métropole | 2011            | 9e                      | Louis Mitchell        | Stade Emmanuel-Thery                      |